# Zacisze (rejon miorski)
Zacisze – dawny folwark. Tereny, na których leżał, znajdują się obecnie na Białorusi, w obwodzie witebskim, w rejonie miorskim, w sielsowiecie Zaucie.

## Historia
W czasach zaborów w powiecie dzisieńskim, w guberni wileńskiej Imperium Rosyjskiego. Pod koniec XIX wieku należała do Jesmanów.
W latach 1921–1945 folwark leżał w Polsce, w województwie wileńskim, w powiecie dziśnieńskim, w gminie Mikołajów.
Według Powszechnego Spisu Ludności z 1921 roku zamieszkiwało tu 21 osób, wszystkie były wyznania prawosławnego. Jednocześnie 1 mieszkaniec zadeklarował polską, 20 białoruską przynależność narodową. Było tu 28 budynków mieszkalnych. W 1931 w 3 domach zamieszkiwało 30 osób.
Wierni należeli do parafii prawosławnej w Hołomyślu i rzymskokatolickiej w Dziśnie. Miejscowość podlegała pod Sąd Grodzki w Dziśnie i Okręgowy w Wilnie; właściwy urząd pocztowy mieścił się w Mikołajowie.